# Девід Платт
Девід Платт (англ. David Platt, нар. 10 червня 1966, Чеддертон) — англійський футболіст, півзахисник. По завершенні ігрової кар'єри — футбольний тренер. Наразі входить до тренерського штабу клубу «Манчестер Сіті».
Як гравець насамперед відомий виступами за клуби «Астон Вілла» та «Арсенал», а також національну збірну Англії.
Володар Кубка Італії. Чемпіон Англії. Володар Кубка Англії. Володар Кубка УЄФА.

## Клубна кар'єра
Вихованець футбольної школи клубу «Манчестер Юнайтед».
У дорослому футболі дебютував 1985 року виступами за команду клубу «Кру Александра», в якій провів три сезони, взявши участь у 134 матчах чемпіонату.
Своєю грою за цю команду привернув увагу представників тренерського штабу клубу «Астон Вілла», до складу якого приєднався 1988 року. Відіграв за команду з Бірмінгема наступні три сезони своєї ігрової кар'єри. Більшість часу, проведеного у складі «Астон Вілли», був основним гравцем команди. У складі «Астон Вілли» був одним з головних бомбардирів команди, маючи середню результативність на рівні 0,41 голу за гру першості.
Згодом з 1991 по 1995 рік грав у складі команд клубів «Барі», «Ювентус» та «Сампдорія». Протягом цих років виборов титул володаря Кубка УЄФА.
1995 року уклав контракт з клубом «Арсенал», у складі якого провів наступні три роки своєї кар'єри гравця. Граючи у складі лондонського «Арсенала» також здебільшого виходив на поле в основному складі команди. За цей час додав до переліку своїх трофеїв титул чемпіона Англії.
Завершив професійну ігрову кар'єру у клубі «Ноттінгем Форест», за команду якого виступав протягом 1999—2001 років.

## Виступи за збірні
1988 року залучався до складу молодіжної збірної Англії. На молодіжному рівні зіграв у 3 офіційних матчах.
З 1989 по 1996 рік захищав кольори олімпійської збірної Англії. У складі цієї команди провів 3 матчі.
1989 року дебютував в офіційних матчах у складі національної збірної Англії. Протягом кар'єри у національній команді, яка тривала 8 років, провів у формі головної команди країни 62 матчі, забивши 27 голів.
У складі збірної був учасником чемпіонату світу 1990 року в Італії, чемпіонату Європи 1992 року у Швеції, чемпіонату Європи 1996 року в Англії, на якому команда здобула бронзові нагороди.

## Кар'єра тренера
Спробував сили на тренерській роботі 1998 року, очоливши на нетривалий час тренерський штаб італійського клубу «Сампдорія», після чого ще повертався до виступів на футбольному полі.
Надалі очолював команду «Ноттінгем Форест» та молодіжну збірну Англії.
Наразі входить до тренерського штабу клубу «Манчестер Сіті».

## Титули і досягнення

### Командні
- Володар Кубка Італії (1):

«Сампдорія»: 1993-94
- Чемпіон Англії (1):

«Арсенал»: 1997-98
- Володар Кубка Англії (1):

«Арсенал»: 1997-98
- Володар Кубка УЄФА (1):

«Ювентус»: 1992-93

### Особисті
- Гравець року за версією гравців ПФА: 1990